# Утичница
Утичница или прикључница је место прикључивања електричних потрошача помоћу утикача на извор електричне енергије у објекту. Електричне утичнице се разликују у јачини напона и струје за који су предвиђене, облику, величини и типу конектора.